# Sloanea nymanii
Sloanea nymanii är en tvåhjärtbladig växtart. Sloanea nymanii ingår i släktet Sloanea och familjen Elaeocarpaceae.

## Underarter
Arten delas in i följande underarter:
- S. n. morobensis
- S. n. nymanii